# Андреас Австрийский
Андреас Австрийский (нем. Andreas von Österreich, 1558 — 1600) — маркграф Бургау из рода Габсбургов, кардинал Римской церкви, аббат монастыря Мурбах в южном Эльзасе (с 1587 года), а также епископ Констанца и Бриксена.

## Биография
Андреас Австрийский был старшим сыном австрийского эрцгерцога Фердинанда II и Филиппины Вельзер, и получил классическое дворянское образование.
Определённый для духовной карьеры, в марте 1574 года он был направлен в Рим, и уже спустя два года — вероятно, не без помощи своего отца — 17 ноября 1576 года получил от папы Григория XIII титул кардинала. В 1577 году он был назначен кардиналом-дьяконом титулярной диаконией Санта-Мария-Нуова
С 1580 года Андреас Австрийский занимал пост коадъютора в епископстве Констанц (при Маркусе Ситтикусе фон Хоэнэмсе), и в 1589 году возглавил епархию (посвящён в сан в январе 1590 года). В 1591 году по аналогичному сценарию он стал также епископом Бриксенским.
Кроме прочего, с сентября 1598 по август 1599 годы - в отсутствие своего двоюродного брата Альбрехта VII - он выполнял обязанности штаттгальтера Испанских Нидерландов при поддержке адмирала Франца де Мендоза.